# Pachacutec
Pachacuti Inca Yupanqui (on koji okreće svijet gore i dole ili zemljotres; španj. Pachacutec)  bio je deveti vladar Inka carstva (1438. – 1471.) i četvrti vladar iz dinastije Cuzcohanan. Za svoje vladavine pretvorio je osvajačkim ratovima i širenjem državnih granica svoje maleno kraljevstvo u moćno carstvo i bio je jedan od najmoćnijih vladara Inka. Promijenio je također i vojnu organizaciju tako da je postala učinkovitija. Sukladno arheološkim istraživanjima i rezultatima, vjeruje se da je on započeo gradnju Machu Picchua oko 1440. godine. Zbog niza uspješnih osvajačkih ratova koji su višestruko proširili državno područje Inka, ponekad ga se naziva Napoleonom s Anda.
Danas se smatra nacionalnim herojem u Peruu.

## Životopis

### Podrijetlo i uspon na prijestolje
Pachacutec je rođen kao Cusi Yupanqui i sin vladara Inke Viracocha (o.1408.-o.1438.) i Mame Runto. Nije trebao je postati deveti Sapa Inca, jer je prijestolonasljednik bio njegov brat Urco Inka. Međutim, kada je narod Chanka napao dolinu Cuzca i sam grad, kralj Viracocha i prijestolonasljednik Urco pobjegli su iz grada, a Pachacutec je ostao i organizirao obranu te je odbio napad neprijatelja nakon čega je on postao krunski princ umjesto svog starijeg brata.

### Osvajački pohodi i stvaranje Carstva Inka
Godine 1438. okrunjen je za devetog Sapa Inku. Nakon što je osvojio čitavu dolinu Cuzca pokorivši okolne narode, nakon čega je Kečuaancima dao privilegiran status u carstvu kroz upravne službe. Potom je krenuo u osvajački pohod prema jugoistoku gdje je zauzeo područje oko jezera Titicaca i pokorio kulture Colla i Lupaqa. Nakon pobjede, Pachacutec se vratio u Cuzco, a braći i sinu Tupacu Yupanquiju predao je zadatak da osvoje područje visočja Anda, gdje su Inke došle u doticaj s civilizacijom Chimú.

### Organizacija Carstva
Pachacutec je ustanovio Carstvo Inka, nazvano Tahuantinsuyu, u značenju ujedinjene četiri provincije. Uveo je četiri regionalna glavara (apos) koji su kontrolirali svaku od četiri provincije (suyu). Podređeni tim guvernerima bili su lokalni vođe (t'oqrikoq) koji su upravljali gradovima, dolinama ili rudnicima. Pachacutec je također organizirao zaseban lanac zapovjedništva u vojsci i svećenstvu kako bi stvorio ravnotežu upravljačke vlasti.
Reorganizirao je i samu prijestolnicu, grad Cuzco, koji je podijelio tako da svaka provincija ima po jedan sektor u gradu. Članovi dinastije živjeli su u središtu grada.

### Obitelj
Pachacuteca je poslije njegove smrti trebao naslijediti jedan od njegovih sinova. Supruga mu se zvala Mama Anawarkhi ili Coya Anahurque. Imali su dva sina Amaru Yupanqui i Tupaca Yupanquia. Amaru, stariji sin, prvobitno je izabran za eventualnog nasljednika, međutim Pachacutec je kasnije promijenio mišljenje i izabrao Tupaca, zato što Amaru nije izrastao u ratnika.

## Vanjske poveznice
- Pachacuti Inca Yupanqui - Britannica Online (engl.)
- Pachacuti Inca Yupanqui - ancient.eu (engl.)
- Pachacuti - New World Encyclopedia (engl.)

| Prethodnik Viracocha Inca | Kralj Inka carstva 1438. - 1471. | Nasljednik Tupac Yupanqui |